# 輝け☆星の川高校自由形
『輝け☆星の川高校自由形』（かがやけ ほしのかわこうこうじゆうがた）は、幸宮チノによる日本の漫画作品。芳文社の雑誌『まんがタイムジャンボ』にて、2010年11月号から3回のゲスト掲載を経て2011年2月号から2012年4月号まで連載された。

## あらすじ
星の川高校に通う男子生徒である藤田翼は、双子の姉である藤田双葉に付き添うような形で水泳部に入部する。だがそこは、個性的な面々が集う少し変わった水泳部だった。そんな周囲に振り回されながらも部活に通う翼の日常は……。
水泳部を舞台にした青春学園4コマギャグ漫画。

## 主な登場キャラクター
登場キャラクターの苗字（姓）は埼玉西武ライオンズの選手や監督から、名前は黄道十二星座をモチーフとしてつけられている。
藤田翼（ふじた つばさ）
本作の主人公。高校1年生。
基本的にはごくごく普通の男子高生だが、シスコンの気がある。
水泳にはほとんど興味がない。というよりもカナヅチで、プールに入る事自体を拒否している。それでも水泳部に入部したのは、双葉を警護するため。
型破りな水泳部の面々に毎回振り回される。
姓は藤田太陽、名は双子座（翼は一対で一つのものを形成している）から。
藤田双葉（ふじた ふたば）
本作のもう一人の主人公。翼の双子の姉。高校1年生。
心配性気味な弟と違って、あっけらかんとしたあけすけな性格で、自由気きままな水泳部の気風とはマッチしている模様。
頭は良いとは言えず、テストの成績も世界史以外は全般的に悪い。水泳部の面々からも「残念な子」扱いされている。胸の小ささをコンプレックスにしている。
姓は藤田太陽、名は双子座（双葉は一対で一つのものを形成している）から。
中島雷音（なかじま らいおん）
高校1年生。
直情型の熱血漢。双葉に惚れていることを公言して止まないが、当の双葉からは喜ばれるでも嫌がられるでもなく、普通に接されている。背の低さに悩んでいる。
姓は中島裕之、名は獅子座から。
中村香宇（なかむら かう）
高校2年生。巨乳。甘い物好き。
性的な事柄を想起させるような発言を繰り返して、豊満な体と相極って周囲の男子高生を幻惑しているが、本人が意図的に行っているのか無自覚なのかは不明。甘い物は好きだが、塩醤油や激辛物は苦手。
姓は中村剛也、名は牡牛座（かう → COW → 牛）から。
佐藤秤（さとう はかる）
水泳部部長。学年は不明。
いつも穏やかな笑みをたたえており、個性派揃いの水泳部の中では常識人だが、表情を変えずにブラックなジョークを飛ばすことなどもままあったりする。
姓は佐藤友亮・G.G.佐藤、名は天秤座から。
菊池乙女（きくち おとめ）
高校1年生。
雷音とはまだ違った意味で直情型で、校内でぶつかった翼に恋をし、そのまま水泳部に入部する。
育ちの良さをうかがわせる古風な喋り方をするが、照れるとやたら怒鳴ってしまう。校内では有名人らしい。
時々、独特な食生活を思わせる発言をすることがある。
姓は菊池雄星、名は乙女座から。
帆足紗香菜（ほあし さかな）
水泳部副部長。学年は不明。
秤同様に常識人の部類で、物静かな風貌と性格の持ち主だが、天然の気が随所に見受けられる。
姓は帆足和幸、名は魚座から。
ペロ
人語を操る謎のペンギン。
石井町の研究所から気晴らしで逃げ出し、水泳部部室の前でうずくまっていたところを紗香菜に拾われる。
作中屈指の良識者で、ツッコミ役に回ることが多い。水泳の巧みさと頭の良さを買われ、なぜか水泳部顧問に抜擢されてしまう。
生まれたばかりの赤ちゃんペンギンだが、愛らしい容貌とは裏腹に喋り方や嗜好は極めて渋く、「さん」付けで呼ばれる。
本来は名前がなかったが、紗香菜が昔飼っていた「ペロ」という犬に似ていると聞いて、同じ名前で呼ばれることを自ら申し出た。
名前は石井一久の愛犬の名前から。
渡辺宙（わたなべ ひろし）
星の川高校校長。
水着を自由にしたり、一年中水着が見たいという理由で室内プールの建設に踏み切った張本人。
愛称はなべちゅー。
姓は渡辺久信、名は宇宙から。